# Drvenik Veli
Drvenik Veli je otok u splitskom akvatoriju, sjeverozapadno of Šolte, od koje ga dijeli Šoltanski kanal. Njegova površina iznosi 11,69 km², a duljina obalne crte iznosi 23,885 km. Najviši vrh otoka zove se Buhalj i visok je 178 m. Najveće naselje na otoku je Drvenik Veliki sa 150 stanovnika (prema popisu iz 2011), koje je u administrativnom smislu gradsko naselje Grada Trogira.
Obala otoka je razvedena, s puno uvala i brojnim pješčanim i šljunčanim plažama. Glavno naselje se nalazi u najdubljoj uvali na otoku, a valja izdvojiti i uvale Grabule (zapadno od naselja Drvenika Velog), Mala Luka (na zapadu otoka), Pernatica (jug) i Solinska (jug). Uvala Grabule jedina je zaštićena od svih vjetrova. Na istočnoj strani otoka, uz otočiće Krknjaše, je mjesto povoljno za sidrenje. Otok okružuje nekoliko manjih otoka: istočno od otoka su Krknjaš Mali i Krknjaš Veli, a južno Orud i Mačaknar. Drvenik Mali, 3 puta manji od Velog, je oko 2 km zapadno. Kanal između Drvenika Velog i Malog naziva se Drvenička vrata, a u njima je otočić Malta.
U uvali Grabule nalazi se i znameniti kip Majka Dalmatinka akademskog kipara Ante Kostovića, rođenog drvenčanina. Original je Kostović izradio dok je bio u zbjegu u El Shattu gdje je postavljen i gdje se još uvijek nalazi.

## Porijeklo imena
Od davnina je otok bio poznat pod romaniziranim imenom Zirona. Ime Zirona vjerojatno potječe od ilirskog korijena "gųer", što znači "šuma", možda zbog nekadašnje guste šumske vegetacije na otoku. U hrvatskim dokumentima iz 13. stoljeća, otok se spominje kao Girona, Gerona ili Giruna.[5][8] Neki sugeriraju da ime Girona možda ima grčko podrijetlo, izvedeno od imenice "gyrona", što znači "zaobljeni objekt", što je moguće povezano s zaobljenim oblikom otoka.[8] Hrvatsko ime Drvenik ("veli" znači "veliki" na hrvatskom) potječe od riječi "drvo", što prema nekima povezuje naziv ili s ilirskim korijenima ili s gradom Drvenikom pokraj Makarske, iz kojeg je znatan dio stanovništva migrirao u 17. stoljeću.

## Poznate osobe
- Marina Čapalija, hrvatska pjesnikinja
- Jakov Pavić, slikar
- Šime Vulas, akademski kipar
- Ante Kostović, akademski kipar, autor kipa Majka Dalmatinka postavljenog u El Shattu i drveničkoj uvali Grabule
- Marin Tironi, pobjednik reality showa "Story SuperNova" Nove TV.
- Ivica Kostović, doktor medicine, akademik i hrvatski političar, potpredsjednik Hrvatske vlade i Sabora
- Fani Čapalija, Miss Hrvatske, Miss Europe i među 5 najljepših žena na svijetu na natjecanju za Miss Universe 1993. godine